# 金林区
金林区是中华人民共和国黑龙江省伊春市下辖的一个市辖区，位于小兴安岭南麓汤旺河中游。區人民政府駐金山屯鎮。
金林区成立于2019年。当年伊春市行政区划大调整，撤销15个市辖区，以原西林区、金山屯区区域设立金林区。

## 行政区划
金林区下辖2个镇：
西林镇、金山屯镇和金山屯林业局。

## 人口
根據第七次人口普查數據，截至2020年11月1日零時，金林區常住人口為60466人。